# 长江保荐
长江证券承销保荐有限公司，前身为长江证券和法国巴黎银行于2003年9月合资成立的长江巴黎百富勤证券有限责任公司。2007年1月，长江证券受让法国巴黎银行持有的33%股权，公司正式成为长江证券全资子公司并更为现名。

## 长江巴黎百富勤
2002年3月7日，长江证券与法国巴黎银行在京签署合建证券公司的框架协议。2003年3月19日，中国证券监督管理委员会批准长江证券和法国巴黎银行的全资子公司BNP百富勤合资筹建长江巴黎百富勤证券有限责任公司，是中国加入世界贸易组织后第二家正式获准设立的中外合营证券公司。公司注册资本金为人民币6亿元，其中长江证券占67％股份，法国巴黎银行占33％股份。其经营范围包括股票（包括人民币普通股、外资股）和债券（包括政府债券、公司债券）的承销业务；外资股和债券（包括政府债券、公司债券）的经纪业务；债券（包括政府债券、公司债券）的自营业务以及中国证监会批准的其它业务。9月26日，国家工商管理总局正式向公司颁发营业执照。11月24日，正式取得经营证券业务许可证和经营股票承销业务资格证书。11月26日，公司在上海金茂大厦正式开业。同时为避免合资公司与股东有业务竞争关系，协议规定长江证券将整体剥离投行业务并转移至新长江巴黎百富勤，长江巴黎百富勤因此成为中国第一家获得主承销商资格的合资证券公司。为此长江巴黎百富勤向长江证券支付项目转移费用600万元。同时按照约定，公司中层以上人员配置按照中外方五五开，董事长为长江证券委派，CEO则为巴黎银行委派。
成立之初，时任巴黎银行主席贝柏乐很乐观地预计，公司有望在3年内跻身中国十大证券承销商之列。公司的自我定位也较高，希望帮助本地的企业上市融资和担任企业的财务顾问，目标客户锁定在中等规模的公司上，即融资额在5000万到10亿美元之间的项目。但成立后即遭遇了中国证券市场的漫长熊市，甚至是暂停IPO。外资本应擅长的跨境业务及可转债、期权等创新金融业务在这段时间均无法开展。且法国巴黎银行本就以商业银行业务为主，投行业务非其所长。在亚洲金融危机结束，1998年收购百富勤后，亚太地区的投行业务和长江巴黎百富勤的具体操作均由百富勤执行，与巴黎银行总部之间欠缺一定沟通。百富勤方面高层人员也较为不稳定，高管不断离职，人才凋零。而长江证券对成本控制很在意，巴黎百富勤方面则出手阔绰。长江巴黎百富勤证券的上海总部设在金茂大厦，北京办事处在国贸，深圳办事处在地王大厦，都是当地最顶尖租金最贵的地标式写字楼，而公司却仅在2006年的牛市中实现盈利1608万元。此外，公司的资本金虽有6亿元人民币，但碍于没有股票自营牌照，无法在牛市中获利。是当时全中国净利润最低的证券公司之一。中方和外资的经营理念更是存在严重冲突。中方希望通过合资引进国际上先进的人才、管理经验和技术，提升行业地位；外资则是在政策尚不允许独资的条件下，希望借助合资方式先进入中国市场，做好人才和技术积累，一旦政策放开即实现独资。

## 长江保荐
2006年12月7日，证监会正式核准长江证券受让法国巴黎银行持有的长江巴黎百富勤33%的股权。2007年1月22日，长江证券与法国巴黎银行宣布，法国巴黎银行将其持有的长江巴黎百富勤证券有限责任公司的33% 股权全部转让给长江证券。双方同时宣布对合资公司的未来发展方向形成了不同的观点，在充分尊重彼此观点的基础上，双方对资本市场和自身的发展有了更新的认识，和更长远的打算。经友好磋商后，双方一致同意法国巴黎银行转让其持有的合资公司的全部股权给长江证券，从而退出合资公司，以便双方能实践各自的中国市场发展策略。同日，证监会核准长江巴黎百富勤变更公司名称及公司章程。2月15日，长江巴黎百富勤证券有限责任公司正式完成工商变更登记，更名为长江证券承销保荐有限公司，成为长江证券全资子公司。公司成为中国加入WTO后成立的合资证券公司中外资第一家撤资的。长江证券没有将长江巴黎百富勤重新并回投行部，而是将其更名作为独立的投行子公司的做法，使公司成为了中国首家证券承销保荐子公司。
2007年6月1日，更名后的长江保荐召开了第一次临时股东会议，通过了《关于减资和变更经营范围的议案》。9月24日，证监会同意长江保荐注册资本由6亿元减少至1亿元，同时经营范围变更为“证券承销与保荐，与证券交易、证券投资活动有关的财务顾问”。
同年，石家庄炼油化工股份有限公司通过新增股份吸收合并长江证券；长江证券向石炼化流通股股东支付对价。2007年12月27日，石炼化完成重组后在深交所复牌，并更名为长江证券股份有限公司。长江保荐母公司长江证券成功完成借壳上市。为避免与母公司的业务范围有经营同类业务的表述，长江保荐根据法律法规的规定和中国证监会的要求，于2010年3月向证监会申请变更业务范围。2010年5月27日，经证监会批复同意，公司经营范围变更为“证券（限股票、上市公司发行的公司债券）承销与保荐；与证券交易、证券投资活动有关的财务顾问。”随后长江保荐办理了工商营业执照及经营证券业务许可证的变更事宜。
2008年7月15日，由于长江证券承销保荐有限公司净资本低于成为全国银行间同业拆借市场成员的标准，中国人民银行上海总部撤销其同业拆借业务资格。同月，公司公布上半年净利润，在券商业绩普遍下滑甚至亏损的情况下，公司出现同比46.49%的大幅增长，其中投行收入同比出现343.22%的巨幅增长，为全国最高。
2013年8月10日，长江证券发布2013年半年报公告，受IPO暂停及债券发行审批放缓的影响，其全资子公司长江保荐上半年净亏损高达4407.20万元，净资产已由年初的1.52亿元降至7月底的9845.27万元，减值达35.23%。。2013年12月23日，长江证券公告为长江保荐提供净资本担保最高不超过2亿元人民币。该项担保承诺金额计入长江保荐的净资本后，用来满足长江保荐业务发展的需要；担保承诺金额扣减长江证券净资本后，涉及净资本的各项风险控制指标变动较小，仍符合监管要求。
2018年8月24日，因在东方金钰项目中，存在募集说明书中对个别关联方信息披露前后不一致，对发行人存在差额补足事项未进行充分核查并及时准确披露等问题；在国泰君安项目中存在尽调、发行定价、销售等工作由同一部门负责完成，部分机构的询价单等簿记建档底稿材料缺失等问题；中国监管局决定对长江保荐采取责令改正措施。
2019年1月22日，经长江证券第八届董事会第二十五次会议审议通过，长江证券决定将长江保荐注册资本增加至人民币3亿元。